# Torneo de Seúl 2022
El Korea Open 2022 fue un torneo de tenis profesional jugado en canchas duras bajo techo. Se trata de la 1ª edición para los hombres de la 18ª edición para las mujeres, pertenecen a la ATP Tour 2022 en la categoría ATP Tour 250, y a la WTA Tour 2022 en la categoría WTA 250. Se lleva a cabo en Seúl, Corea del Sur, entre el 26 de septiembre al 2 de octubre para los hombres y del 19 de septiembre al 25 de septiembre de 2022 para las mujeres.

## Distribución de puntos
| Categoría            | G   | F   | SF  | CF | R16 | R32 | C  | C2 | C1 |
| Individual masculino | 250 | 165 | 100 | 50 | 25  | 0   | 13 | 7  | 0  |
| Dobles masculino     | 250 | 150 | 90  | 45 | 20  | 0   | -  | -  | -  |

| Modalidad           | Campeona | Finalista | Semifinales | Cuartos de final | 2.ª ronda | 1.ª ronda | Clasificadas | 2.ª ronda de clasificación | 1.ª ronda de clasificación |
| Individual femenino | 280      | 180       | 110         | 60               | 30        | 1         | 18           | 12                         | 1                          |
| Dobles femenino     | 280      | 180       | 110         | 60               | 1         | -         | -            | -                          | -                          |

## Cabezas de serie

### Individuales masculino
| Tenista           | Ranking | Preclasificados |
| Casper Ruud       | 2       | 1               |
| Cameron Norrie    | 8       | 2               |
| Taylor Fritz      | 12      | 3               |
| Denis Shapovalov  | 24      | 4               |
| Daniel Evans      | 25      | 5               |
| Borna Ćorić       | 26      | 6               |
| Miomir Kecmanović | 33      | 7               |
| Jenson Brooksby   | 50      | 8               |

- Ranking del 19 de septiembre de 2022.[3]

### Dobles masculino
| Tenista                                      | Ranking | Preclasificados |
| Raven Klaasen Nathaniel Lammons              | 138     | 1               |
| Nicolás Barrientos Miguel Ángel Reyes-Varela | 144     | 2               |
| Diego Hidalgo Cristian Rodríguez             | 149     | 3               |
| André Göransson Ben McLachlan                | 151     | 4               |

### Individuales femenino
| Tenista               | Ranking | Preclasificada |
| Jeļena Ostapenko      | 15      | 1              |
| Ekaterina Alexandrova | 24      | 2              |
| Magda Linette         | 67      | 3              |
| Lin Zhu               | 69      | 4              |
| Varvara Gracheva      | 80      | 5              |
| Emma Raducanu         | 83      | 6              |
| Tatjana Maria         | 84      | 7              |
| Rebecca Marino        | 90      | 8              |

- Ranking del 12 de septiembre de 2022.

### Dobles femenino
| Tenista                             | Ranking | Preclasificada |
| Asia Muhammad Sabrina Santamaria    | 114     | 1              |
| Kaitlyn Christian Lidziya Marozava  | 119     | 2              |
| Ekaterina Alexandrova Yana Sizikova | 137     | 3              |
| Oksana Kalashnikova Nadiia Kichenok | 174     | 4              |

## Campeones

### Individual masculino
Yoshihito Nishioka venció a  Denis Shapovalov por 6-4, 7-6(7-5)

### Individual femenino
Ekaterina Alexandrova venció a  Jeļena Ostapenko por 7-6(7-4), 6-0

### Dobles masculino
Raven Klaasen /  Nathaniel Lammons vencieron a  Nicolás Barrientos /  Miguel Ángel Reyes Varela por 6-1, 7-5

### Dobles femenino
Kristina Mladenovic /  Yanina Wickmayer vencieron a  Asia Muhammad /  Sabrina Santamaria por 6-3, 6-2